# Ник Поуп
Николас Ник Дејвид Поуп (енгл. Nicholas David Pope; Сохам, 19. април 1992) фудбалски је репрезентативац Енглеске. Наступа на позицији голмана, а његов тренутни клуб је Њукасл јунајтед.

## Каријера
Поуп је своју каријеру отпочео у академији Ипсвича, где се задржао до своје 16. године. У клубу је тада процењено да им играч надаље није потребан, након чега је Поуп напустио клуб. По одласку из Ипсвича, прешао је у нелигашки клуб Бари Таун. Током времена проведеног у аматерском фудбалу, Поуп је обављао неколико послова, а између осталих наводи да је радећи као млекаџија устајао рано и обилазио села. У међувремену је уписао факултет, да би га 2011. године Чарлтон атлетик довео у своје редове.
| „ | Када добијете отказ са 16 година, помислите да су мале шансе да успете. Две године сам студирао маркетинг и науку у спорту, истовремено радећи више послова. Радио сам као млекаџија, на камиону који креће у своју туру у четири сата ујутро. За три године одиграо сам око 150 нелигашких мечева. Најнижи ранг у коме сам играо била је Рајман Премијер лига, са клубовима Бари Тоун и Хароу Боро. Пре тога сам био у резервама Барија, што је 11. ранг. Играо сам у местима која вероватно не постоје ни у картама. Играо сам пред десеторо навијача и псом. Али сада, моје амбиције се не задовољавају тиме што сам у тиму. Морате бити гладни и увек желети више. | ” |

У сениорском фудбалу почео је од седмог ранга, а као позајмљени играч Чарлтона наступао је за неколико клубова, да би се у клуб дефинитивно вратио за сезону 2015/16, добивши прилику као први голман у Чемпионшипу. По испадању клуба из лиге, Поуп је прешао у екипу Бернлија, која се 2016. године пласирала у Премијер лигу. У својој првој сезони у овом клубу, Поуп је забележио укупно четири наступа, од чега три у ФА купу и један у Лига купу Енглеске. У Премијер лиги је дебитовао 10. септембра 2017, заменивши повређеног Тома Хитона у победи од 1-0 над екипом Кристал паласа. До краја такмичења у Енглеском шампионату, Поуп је мрежу сачувао на 12 утакмица, да би по окончању сезоне 2017/18. био проглашен најбољим играчем Бернлија.

## Репрезентација
Поуп је 15. марта 2018. године по први пут позван у Фудбалску репрезентацију Енглеске. Селектор Гарет Саутгејт га је у мају исте године уврстио међу 23 играча за Светско првенство у Русији. За репрезентацију Енглеске Поуп је дебитовао ушавши у игру уместо Џека Батланда у 65. минуту пријатељске утакмице против Костарике, 7. јуна 2018.

## Трофеји

### Њукасл јунајтед
- Лига куп Енглеске (1) : 2024/25.[9] (финалиста 2022/23)